# 선단 나들목
선단 나들목(Seondan IC)은 경기도 포천시 가산면 방축리에 설치된 세종포천고속도로의 8번 교차로이다. 건설 당시 가칭은 가산 나들목이었다.

## 연혁
- 2012년 6월 5일 : 구리포천고속도로 신설을 위해 포천시 도시계획시설 교통광장에 가산면 방축리 일원을 가산 나들목으로 고시[1]
- 2014년 12월 24일 : 구리포천고속도로 민간투자사업 실시계획 변경으로 인해 포천시 도시계획시설 교통광장 면적 변경[2]
- 2017년 6월 30일 : 세종포천고속도로 구리 ~ 포천 구간 개통과 함께 선단 나들목으로 영업 개시[3]

## 구조물 정보
- 위치: 경기도 포천시 가산면 방축리
- 영업소: 경기도 포천시 가산면 오성한음로 160

## 접속하는 도로
- 호국로 (국도 제43호선, 국가지원지방도 제56호선)
- 지방도 제364호선 (삼육사로)